# Fundación Leonardo Torres Quevedo
La Fundación Leonardo Torres Quevedo (FLTQ) es una organización sin ánimo de lucro cuyo objeto es promover y difundir la investigación científica en el marco de la Universidad de Cantabria. Su nombre rinde homenaje a Leonardo Torres Quevedo.

## Historia
En el año 1978, la Escuela Técnica Superior de Ingenieros de Caminos, Canales y Puertos de Santander encomendó a dos de sus profesores el estudio de la posible creación de una Fundación para promover la investigación. En el mismo año, la Junta de la Escuela aprobó la creación de la Fundación y sus Estatutos y el año siguiente se aprobaron éstos por la Junta de Gobierno de la Universidad, iniciándose a continuación la captación de socios fundadores.
Entre los años 1980 y 1981 se aprobaron los Estatutos y Carta Fundacional de la Fundación por la Junta de Fundadores, y al año siguiente se reconoce y clasifica la Fundación por el Ministerio de Educación y Ciencia, y se inscribe en el Registro Mercantil, publicándose en el B.O.E. de 18 de diciembre la orden de reconocimiento.
En el año 1998 se modifican los estatutos y se incluyen entre sus objetivos el fomento y la promoción de la investigación en la Universidad de Cantabria y la formación de profesionales en las áreas científica y tecnológica.
En el año 2002 entra en vigor la Ley 50/2002 de Fundaciones, que homogeneiza toda la legislación referente a estas. Este cambio obligó a reescribir los estatutos para hacerlos acordes a esta nueva ley, marcando junto con los cambios por la LO 6/2001, un punto de inflexión en la actividad de la fundación.
La Fundación tiene la sede desde su creación en la Escuela Técnica Superior de Ingenieros de Caminos, Canales y Puertos de Santander.

## Áreas de Actuación

### Gestión de Convenios Universidad-Empresa
La Fundación actúa como intermediaria entre los grupos de investigación y las empresas para firmar contratos. Las empresas se benefician de la experiencia y capacidades de los grupos, y la universidad se beneficia de una fuente de financiación extra que le permite mantener, y ampliar, sus actividades. La fundación realiza una labor esencial que facilita estos acuerdos, actuando de enlace necesario.

### Gestión del CDTUC
El Centro de Desarrollo Tecnológico de la Universidad de Cantabria (CDTUC) es el primer parque científico tecnológico de la región. Construido en 1999, promueve la colaboración universidad-empresa y la transferencia de resultados de investigación de los grupos de I+D+i.
Se trata de un espacio destinado a empresas de base tecnológica, a las que se les presta un servicio completo desde el momento en el que se conciben. La colaboración empieza por el asesoramiento a emprendedores, que en caso de proponer proyectos que encajen con los criterios establecidos y mantengan acuerdos con grupos de investigación.
Este espacio de innovación facilita que emprendedores que de otro modo no tendrían ningún apoyo puedan desarrollar su proyecto con el soporte y medios que el CDTUC pone a su disposición.
La gestión del parque le fue encomendada a la Fundación por parte de la Universidad de Cantabria, ya que por su vocación a la hora de promover la I+D, es el organismo más adecuado para hacerlo.

### Cursos y Congresos
La fundación cuenta con un área destinada a la organización de cursos y congreso. Este servicio se pone a disposición de cualquier miembro de la comunidad universitaria que requiera de un servicio profesional de gestión de eventos.
	Esta área además organiza cursos de oratoria, gestiona actividades como los cursos Vaughan de inglés y otros programas de formación puntuales que promueven la variedad en la oferta educativa de la Universidad de Cantabria.

### Difusión de oferta Científico-Técnica de la UC
La Fundación actúa como escaparate de la oferta científica y tecnológica de la Universidad, dando a conocer este tipo de actividades entre empresas que pueden estar interesadas en los servicios prestados por los distintos grupos de investigación. El propósito final de esta actividad es el de llegar a acuerdos de colaboración.
Por otro lado las propias empresas pueden acudir a la Fundación en busca del conocimiento de la comunidad universitaria. Y ya sea este en forma de acuerdos de colaboración o a través de formación para los empleados, la fundación puede facilitar a las empresas buscar el grupo de investigación adecuado a sus necesidades.

## Órganos Directivos
| Presidente     | Sr. D. Ángel Pazos Carro                                        |
|                | Sr. Rector Magfco. de la Universidad de Cantabria               |
| Vicepresidente | Sr. D. Luigi dell’Olio                                          |
|                | Sr. Vicerrector de Investigación de la Universidad de Cantabria |
| Gerente        | Sr. D. Jorge Castro González                                    |

## Líneas de trabajo
Las líneas de trabajo en las que se va a soportar el desarrollo inmediato de la Fundación son:
1. Gestión profesionalizada y de calidad del personal y los servicios que presta la Fundación.
2. Atención continuada y actualizada a los grupos y empresas que colaboran con la Fundación y el CDTUC, ofreciéndoles nuevos y mejores servicios cada vez.
3. Fomento de actividades de calidad de promoción de la investigación y de formación de investigadores y profesionales dirigidas a todas las áreas y grupos de la Universidad y a empresas colaboradoras.
4. Captación de recursos externos para fomentar actividades de I+D.
5. Búsqueda de espacios y programas de desarrollo regional en los que la Fundación pueda tener una participación activa y realización de los oportunos convenios de colaboración institucional y empresarial.
6. Acuerdo con la Universidad de Cantabria para el desarrollo de acciones que se consideren de interés mutuo en sus diferentes áreas de actividad.